# 武芸八幡宮
武芸八幡宮（むげはちまんぐう）は、岐阜県関市にある神社。
岐阜城の鬼門の方角にあることから、織田信長、信忠、信孝の織田家の3代の当主から崇敬を集めていたという。織田信長建立の「下馬標」や信長・信忠・信孝の「安堵状」が残っている。
例年4月中旬（4月15日に近い日曜日）に行われる例祭は「花馬まつり」として知られている。

## 概略
- 奈良時代の717年（養老元年）に泰澄大師が、牟義都国造の祖である大碓命を祭神として創祀したと伝えられている。
- 平安時代末期から鎌倉時代の中世の時期に一時廃れたが、1351年（観応2年）、森泰朝（森頼定の五男）が社殿を再建し、再興したという。以降森成利(蘭丸）など、森氏に深く関わっている。

## 祭神
- 応神天皇
元は牟義都国造の祖・大碓命を祭神とした。

## 例祭
- 例年4月中旬（4月15日に近い日曜日）に行われる例祭は「花馬まつり」という。和紙と竹で造られた桜の造花を背中に飾った4頭の馬が神社の境内に駆け込むと、待ち構えていた人々がらその馬に詰め寄り、馬の背中の桜花を奪い取るといういものである。この奪った花を持ち帰り、家の屋根に上げておくと、「落雷防止」「家運隆盛」に御利益があると伝えられている。
- かつては山車や神輿で行われていたが、江戸時代の後期に馬を使うようになったという。
- 「花馬まつり」は武芸八幡宮の境内ではなく、御旅所（社務所がある）での開催である。

## 文化財
岐阜県指定重要文化財
- 八幡神社下馬標[1]

岐阜県指定天然記念物
- 武芸八幡神社のスギ[2]

### 関市指定文化財
- 鐘楼
- 本殿・蟇股
- 旧本地仏（阿弥陀如来立像）
- 宝物高麗犬
- 宝物獅子頭
- 随神二躯
- 弥陀三尊
- 御正躰15面
- 和鏡6面
- 御輿飾（花蔓・唐旛・孔雀・正面飾）18点
- 仏画(十六善神・涅槃像2幅・弘法大師)
- 紙書禁制(藤原基就・藤原利茂書)
- 紙書禁制(藤原基就書)
- 紙書禁制(藤原利隆書)
- 紙書禁制(森三左衛門・坂井右近書)
- 書簡(二位法印書)
- 紙書禁制(野田斧吉書)
- 文書(各務精左衛門・細野主計書)
- 紙書禁制　織田信長書
- 紙書禁制　織田信忠書
- 紙書禁制　織田信孝書

関市指定無形文化財
- 祭礼神楽拍子[3]

## 所在地
- 岐阜県関市武芸川町八幡

## 交通機関
- 岐阜バス「武芸八幡」バス停下車、徒歩10分（社務所）、徒歩30分（本殿）
  - JR岐阜駅バスターミナル12番のりば　高美線「中濃庁舎」行き
  - 名鉄岐阜のりば4番のりば　高美線「中濃庁舎」行き
  - 長良川鉄道関駅西口にある関シティターミナルバス停より、関板取線「ほらどキウイプラザ」行き